# Rechte Straat (Damascus)

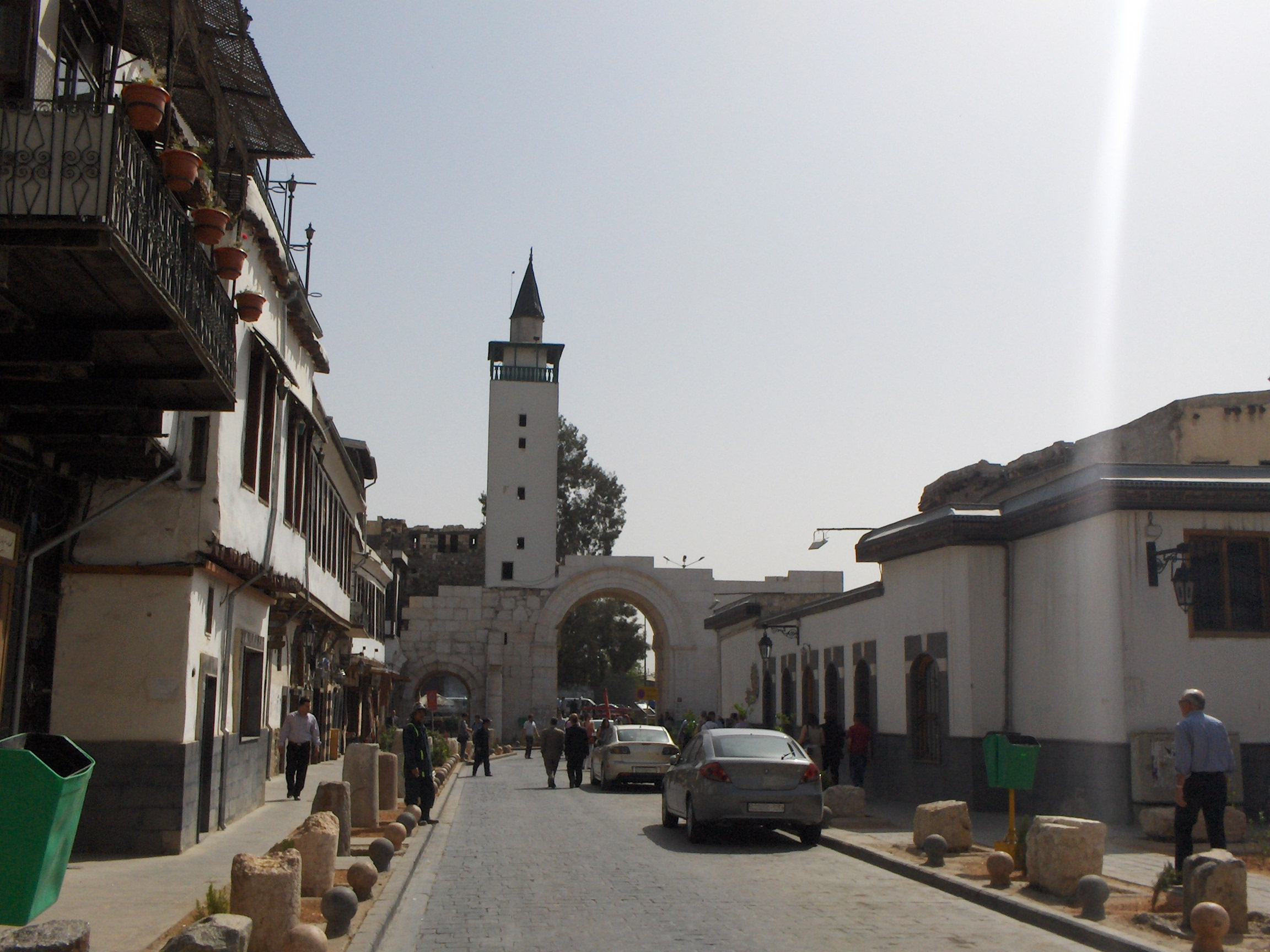
De Rechte Straat

De Rechte Straat, of Straat die de Rechte heet, (Arabisch:الشارع المستقيم Al-Shāri` al-Mustaqīm; Latijn: Via Recta) is een Romeinse, van oost naar west lopende, straat (Decumanus) in de oude binnenstad van de Syrische hoofdstad Damascus.
De Grieken legden de oude binnenstad van Damascus aan naar een ontwerp van Hippodamus van Milete. De Rechte Straat was 1500 meter lang en aan beide zijden van de weg waren pilaren geplaatst. De straat had een poort aan beide uiteinden. Overblijfselen van de pilaren zijn nog steeds zichtbaar. De straat is tegenwoordig opgedeeld in twee delen: De Bab Sharqi-straat, genoemd naar een van de oude stadspoorten en de Medhat Pasha Souq, een belangrijke markt (soek), genoemd naar Mithat Pasja. Hij liet als Ottomaans gouverneur deze straat renoveren en overkappen.

## Bijbel
De Rechte Straat wordt in de Bijbel genoemd in Handelingen 9:11 Hier wordt de bekeringsgeschiedenis van Paulus verteld. De discipel Ananias wordt hier door God gevraagd naar de Rechte Straat te gaan naar het huis van Judas, waar hij moet vragen naar iemand uit Tarsus die Saulus heet. Hij treft in het huis de blinde Saulus aan en legt hem de handen op. Hierna kan hij weer zien en vervolgens wordt hij gedoopt.
In de straat is tegenwoordig nog de huiskapel van Ananias, een kleine huiskerk die ongeveer 5 meter onder het huidige straatniveau ligt.

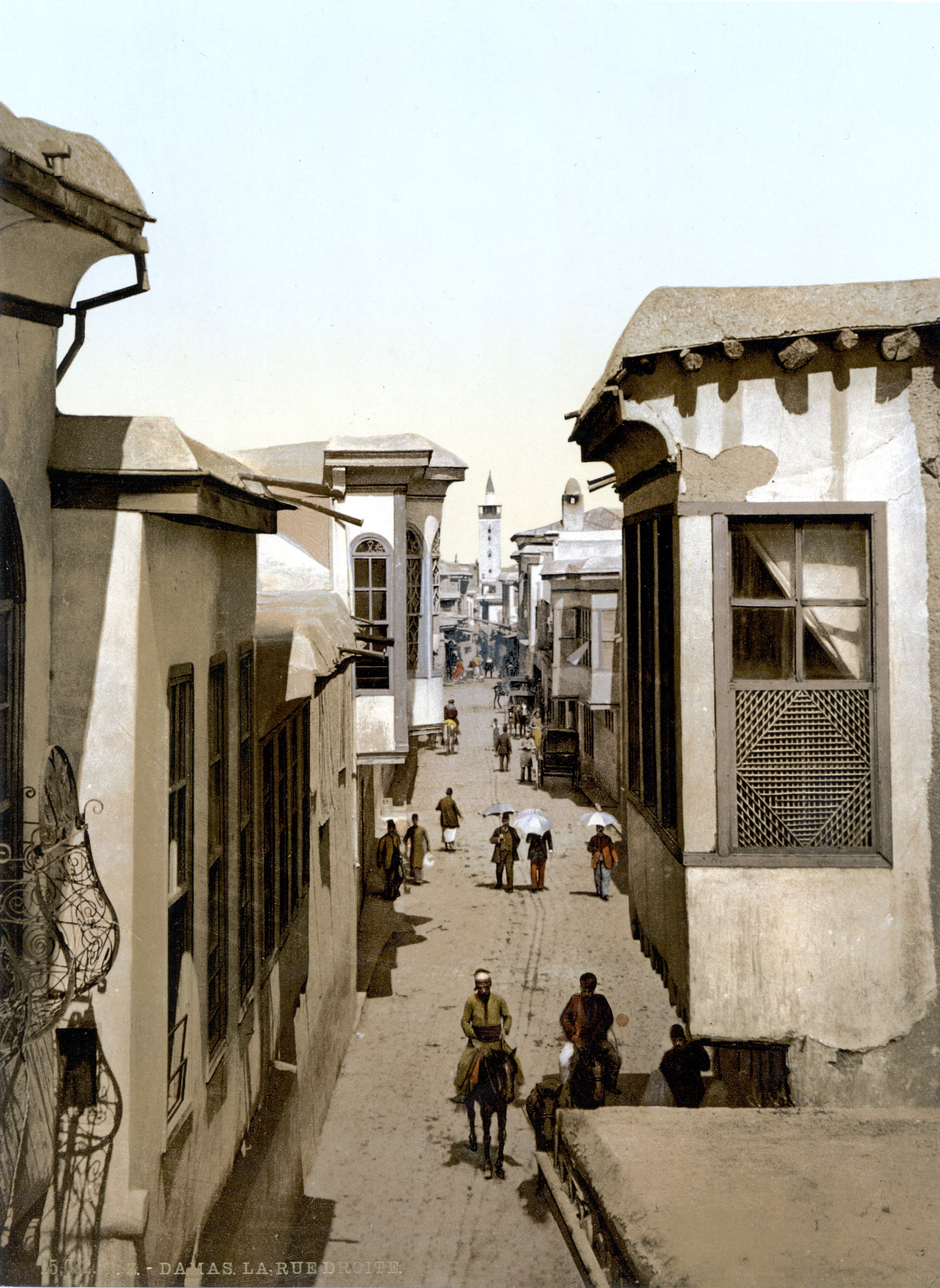
Eind 19e eeuw
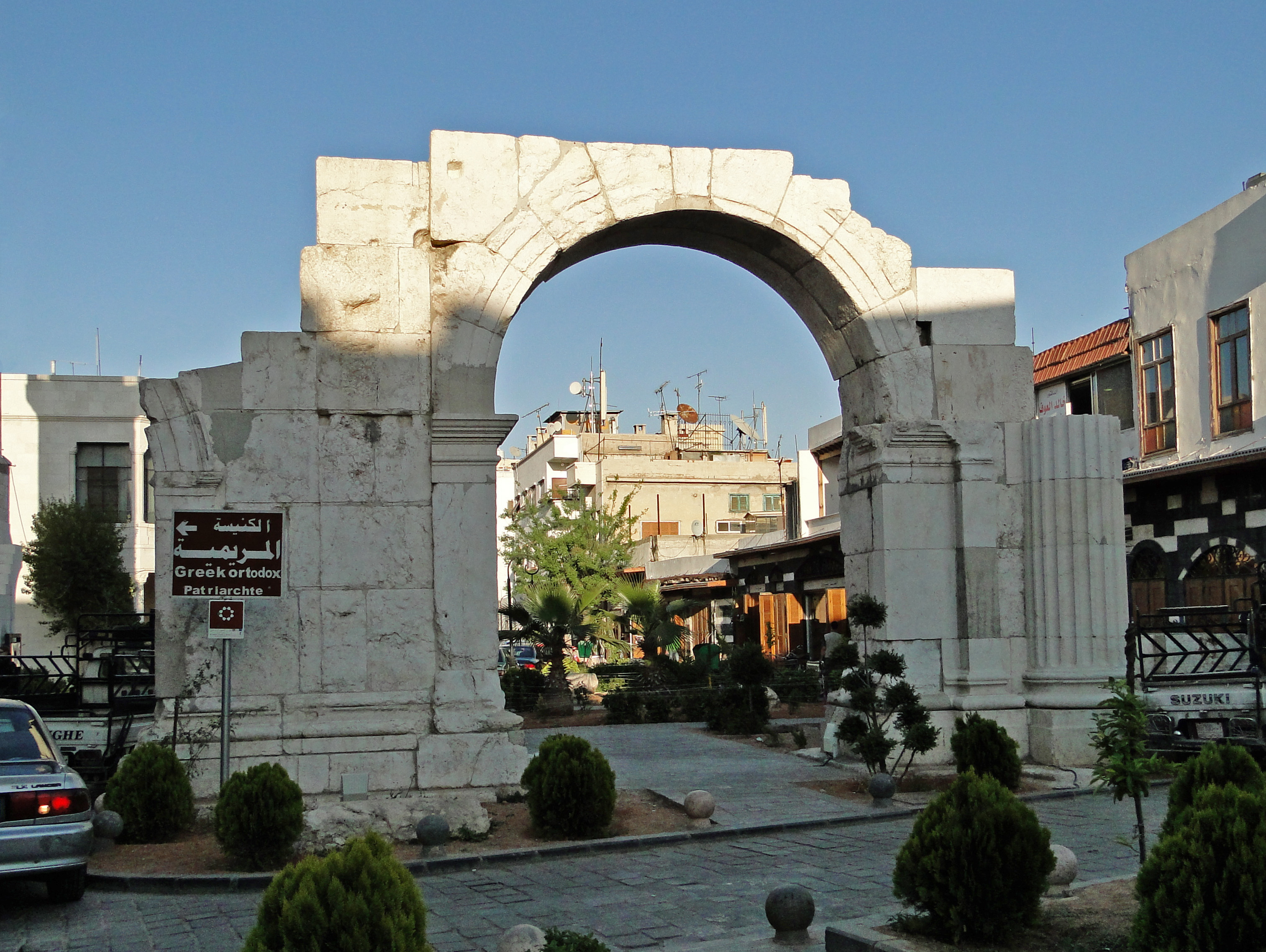
Romeinse triomfboog (Al Kharab)
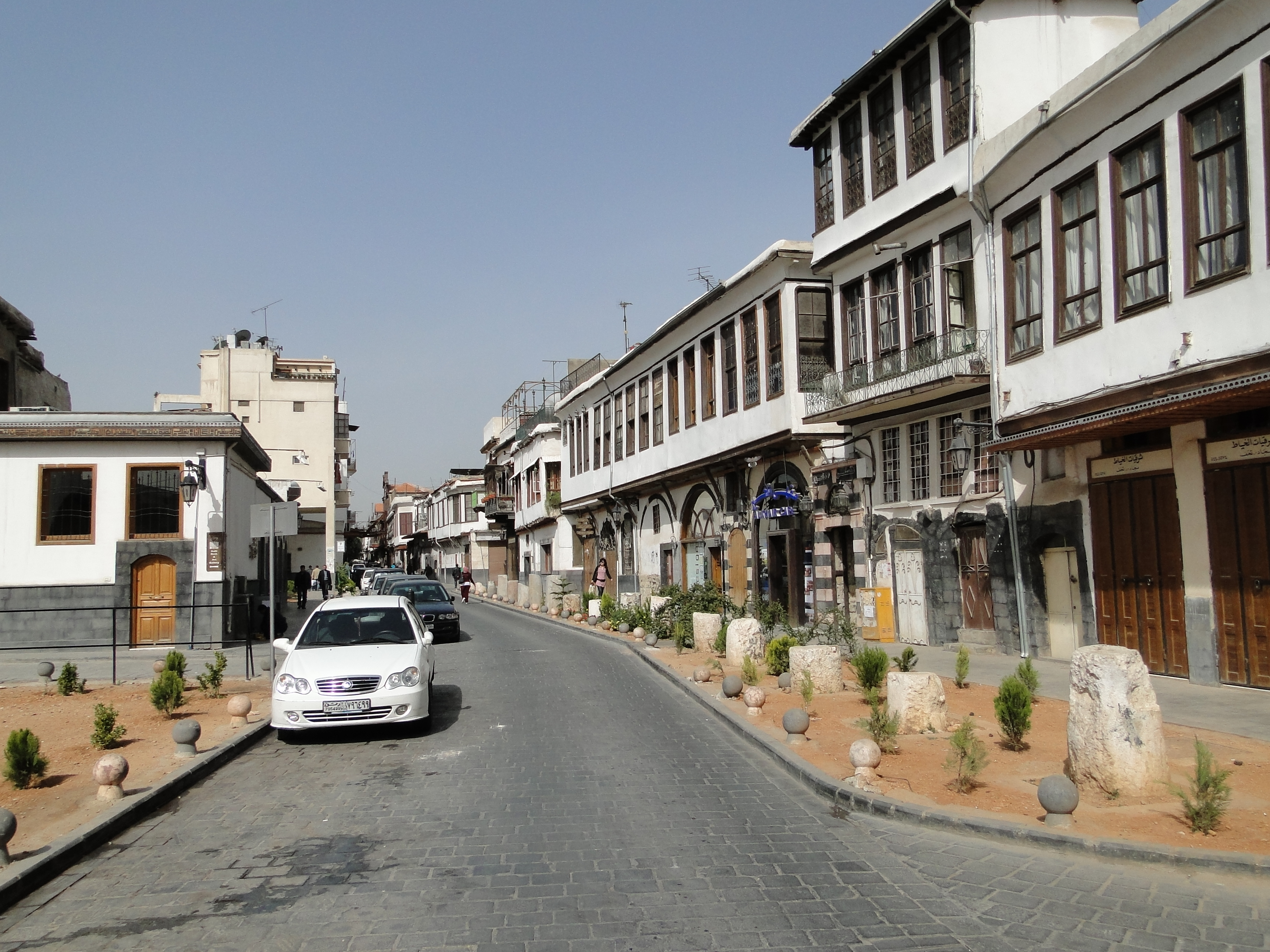
Bab Sharqi-straat
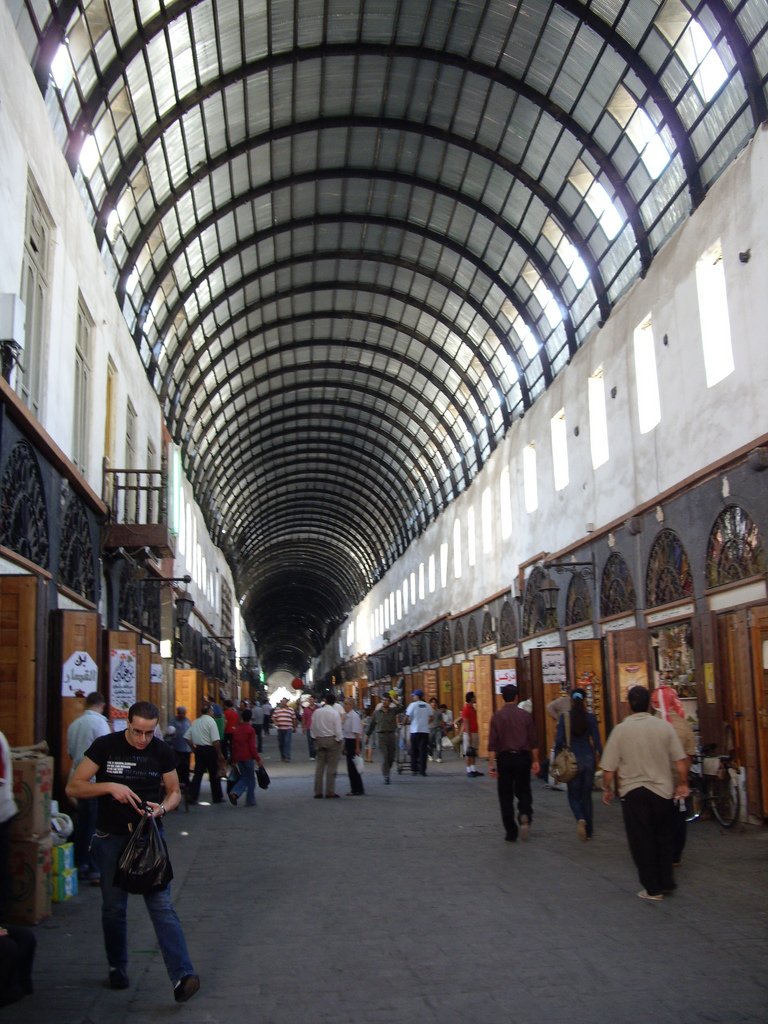
Medhat Pasha Souq